# Gazeta
Gazeta o gazzetta, in dialetto veneziano gaxeta, è stato il nome popolare dato a una moneta d'argento della Serenissima Repubblica di Venezia del valore di due soldi. Il nome viene da gazza. Aveva il titolo di 0,948 ed un peso di 0,24 grammi. Al dritto c'era la giustizia seduta ed al rovescio il leone di San Marco.
Fu emessa a partire dal 1539, sotto il dogato di Pietro Lando (1539-1548).  Fu coniata con questo peso fino a 1559.
Nel 1563 fu pubblicato il primo "foglio avviso", foglio di notizie venduto al pubblico al prezzo di due soldi. Da allora, qualsiasi giornale cartaceo venne chiamato Gazeta (oggi Gazzetta).
Dal 1684 fu coniata in rame. Furono coniati anche dei multipli. Fu battuto anche per le colonie veneziane come Candia (Creta), per le isole dello Ionio e per le colonie di Dalmazia. Le monete per la Dalmazia e l'Albania avevano al dritto il leone di San Marco, di prospetto. All'esergo c'era l'indicazione del valore (II) in soldi. Al rovescio era indicato il nome della colonia su più righe, con almeno tre varianti. Il diametro è di circa 30 mm e il peso varia tra i 5,8 e i 7,5 g circa.